# SREBP-1
La SREBP-1 (anglès sterol regulatory element-binding protein 1) és una proteïna que, en els humans, està codificada pel gen SREBF1 (anglès sterol regulatory element binding transcription Factor 1), localitzat al cromosoma 17, específicament a la regió de la síndrome Smith-Magenis. S'han trobat dues variants de transcripció que codifiquen diferents isoformes: SREBP-1a i SREBP-1c. Totes dues formen part de la família SREBP; són un grup de factors de transcripció que regulen l'homeòstasi de lípids cel·lulars. Això ho fan mitjançant diversos enzims (SREBP-1a, SREBP-1c i SREBP-2) necessaris per regular els nivells de colesterol, àcids grassos i triacilglicèrids. Les SREBP formen part de la família de proteïnes reguladores de la transcripció bHLHLZ (anglès, basic-helix-loop-helix-leucine zipper transcription factor). Es diferencien dins d'aquesta família perquè són sintetitzades com a precursors que s'uneixen al reticle endoplasmàtic i a la membrana nuclear de tal forma que, tant el grup amino terminal com el carboxil terminal, es troben de cara al citoplasma.

## Isoformes
La proteïna SREBP té 3 isoformes, cada una de les quals té funcions diferents a la síntesi de lípids:
- SREBP-1: Dins d'aquesta isoforma es diferencien dos tipus de proteïnes la SREBP-1a i la SREBP-1c.[6] Ambdues són codificades per un mateix gen i es diferencien perquè cada un del seus RNA missatgers té un primer exó diferent. A la SREBP-1c el domini del NH₂ terminal és més curt que a la SREBP-1a, ja que es comença la transcripció en un codó d'inici diferent. La regió amino terminal de la SREBP-1a conté un percentatge més alt d'aminoàcids àcids, és a dir, amb les seves cadenes laterals carregades negativament. Aquests primers exons durant l'empalmament són units a un segon exó comú, d'aquesta forma la resta d'informació que codifica les dues isoformes és idèntica.[7]
  - SREBP-1a: Sembla que aquesta proteïna participa tant a la síntesi d'àcids grassos com a  la de colesterol.
  - SREBP-1c:Mitjançant estudis in vivo en ratolins  modificats genèticament, s'ha pogut demostrar que aquest enzim participa en la síntesi d'àcids grassos i actua com a mediador per la insulina i la glucosa durant la lipogènesi. La SREBP-1c és l'única proteïna d'aquesta família de factors de transcripció que no és sensible als nivells de colesterol cel·lular, si que és sensible, però, als nivells d'insulina.[6]

- SREBP-2: Aquesta proteïna és essencial per la síntesi del colesterol[8]

El genoma mamífer codifica les tres isoformes de la proteïna SREBP en dos cromosomes diferents. La proteïna SREBP-1 (tant la isoforma 1a com la 1c) és codificada pel gen SREBF-1, un gen codificador de proteïnes, a la regió 11.2 del cromosoma 17. La proteïna madura conté 1147 aminoàcids amb un pes molecular de 121.67 Daltons. La proteïna SREBP-2, en canvi, és codificada per un gen situat al cromosoma 13, específicament a la regió de la síndrome de DiGeorge.

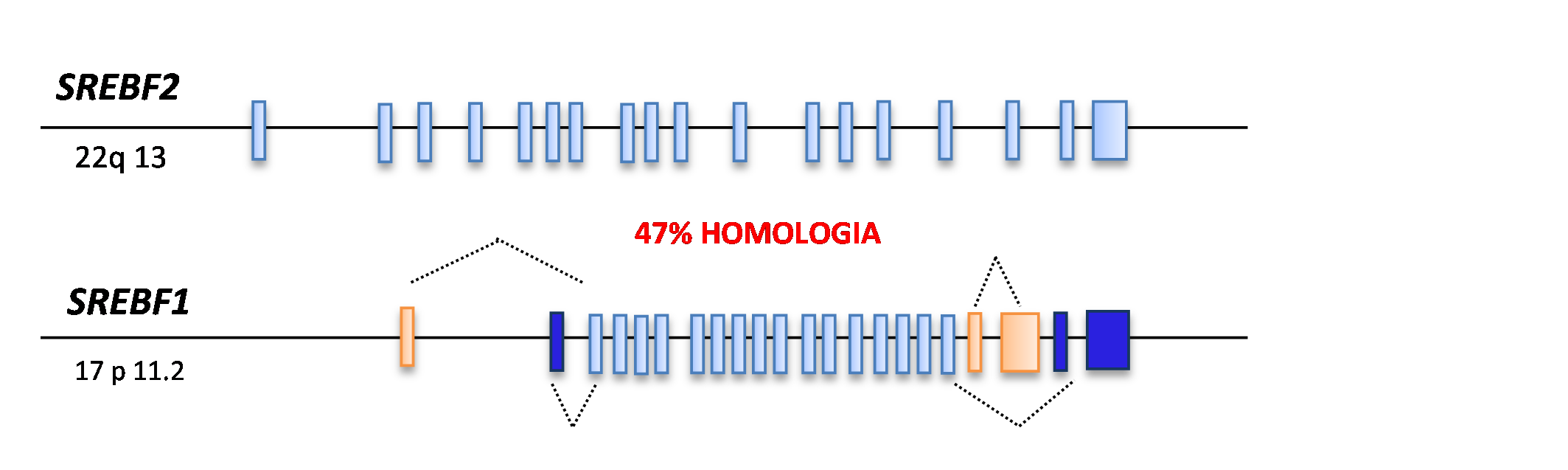
Estructura i localització cromosòmica dels gens SREBF1 i SREBF2. El gen SREBF1 produeix les isoformes SREBP-1a i SREBP-1c per l'ús de diferents promotors i pel processament alternatiu en la seva regió 3’. Els exons específics de la isoforma 1ª es mostren en taronja i els de la isoforma 1c en blau fosc. [Elaboració pròpia

## Localització

### Localització al cos humà

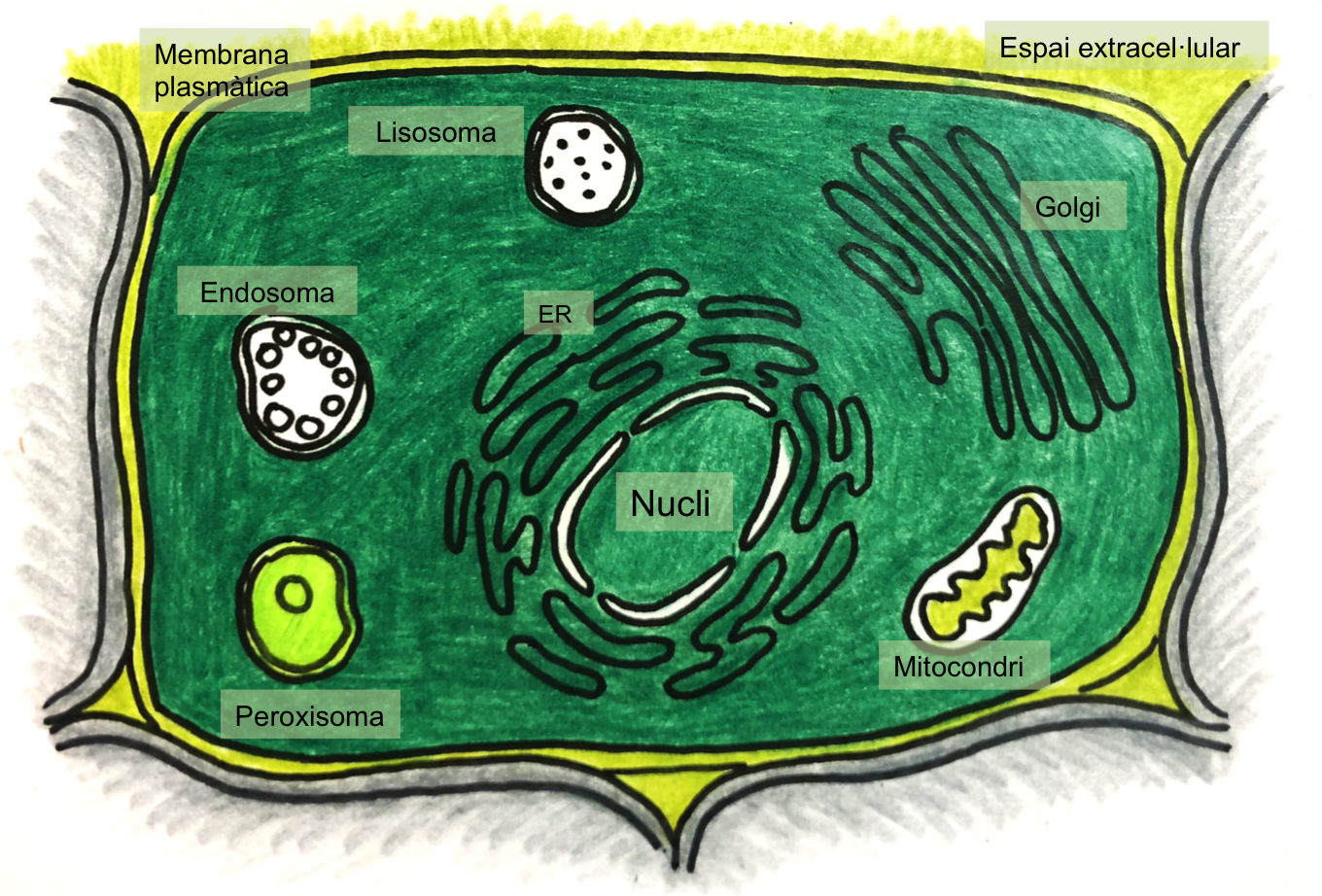
Localització de les proteïnes SREBP-1 dins la cèl·lula. Les regions de color verd més fosc mostren on hi ha més concentració d'enzims reguladors. Com més clara la tonalitat de verd, representa una menor presència de proteïnes als orgànuls. La concentració de SREBP-1 és alta al nucli, citosol, reticle endoplasmàtic i aparell de Golgi. Als peroxisomes se’n troba en quantitats menors i la concentració a l'espai extracel·lular, la membrana plasmàtica i els mitocondris encara és més petita. Als lisosomes i endosomes aquest grup de proteïnes no hi apareixen.

Malgrat que SREBP-1 es troba a la gran majoria de teixits, la seva expressió predomina sobretot al fetge i a les glàndules suprarenals, a més del recent descobriment que, en teixits fetals, abunden també als pulmons i al fetge. Tot i això, cada isoforma de la SREBP-1 es troba en alguns òrgans i teixits específics segons les seves respectives funcions. En comparar els ratios de SREBP-1a i SREBP-1c es va trobar que, mentre que en certs teixits predominava l'activitat de SREBP-1a, sobretot en teixits altament proliferatius, com l'intestí o la melsa on el ratio és de 10:1, al múscul esquelètic, al fetge i al teixit adipós blanc s'imposa SREBP-1c amb ratios de 9:1 i 3:1, en els dos darrers casos.

### Localització cel·lular
Dins la cèl·lula trobem les proteïnes SREBP-1 apareixen a concentracions més altes al nucli (tant a la membrana nuclear, com al nucleoplasma), al citosol, al reticle endoplasmàtic, a l'aparell de Golgi (específicament a la seva membrana) i a les vesícules de transport entre aquests dos últims orgànuls. A més a més també n'hi ha als peroxisomes i, a quantitats més baixes, a la membrana plasmàtica, al medi extracel·lular i als mitocondris. Les proteïnes SREBP-2 presenten un repartiment dins la cèl·lula molt semblant a les SREBP-1 on l'única diferència és que les SREBP-2 es troben a molt altes concentracions als mitocondris.

## Estructura
Els factors de transcripció SREBP pertanyen a la família de proteïnes en què el domini N-terminal, amb funció de transcripció, presenta una estructura bàsica hèlix-bucle-hèlix / cremallera de leucina (bHLH-LZ). Les proteïnes helix-loop-helix es caracteritzen per un motiu conservat de 60-100 residus, format per dos segments capaços de formar hèlixs amfipàtiques separades per un bucle variable. El treball cristal·logràfic i bioquímic ha confirmat la seva predicció demostrant que el motiu Helix-loop-helix és principalment responsable de la dimerització i reconeix les caixes E (E-box) simètriques (5'-CANNTG-3 ').
Encara que els SREBPs són estructuralment similars a les proteïnes hèlix- llaç (o bucle) - hèlix d'unió d'E-box, la substitució d'Arg → Tyr genera propietats d'unió d'ADN dràsticament diferents que expliquen com reconeixen les StRE’s i regulen l'expressió de gens importants per a la biosíntesis de membrana. En altres paraules, els SREBP es distingeixen de totes les altres proteïnes bHLH i bHLHZ per la presència d'un residu atípic en les seves regions bàsiques: una tirosina en comptes d'una arginina; i aquesta serà la diferència que permeti el reconeixement d'un element regulador d'esterol asimètric (StRE 5'-ATCACCCCAC-3 ').

### Dominis
Els SREBP’s són sintetitzats com a formes precursores inactives que es troben ancorades a la membrana del reticle endoplasmàtic i a la membrana nuclear en una disposició de forquilla de cabell. Estan organitzats en tres dominis.
El domini I és un fragment amino-terminal,  es troba orientat cap al citosol i consta d'uns 480 aa, en els quals es troba la regió amino-terminal i una regió bàsica hèlix-bucle-hèlix (bHLH) encarregada de la dimerització i la unió al ADN. Per tant, és un factor de transcripció.
El domini II és el domini central. Consta d'uns 90 aminoàcids que consisteix en dos hèlixs transmembrana hidròfobes unides per un bucle de 31 aminoàcids que es projecten cap al lumen del reticle endoplasmàtic formant un llaç. Els aminoàcids del domini susceptibles d'actuar com a factors de transcripció queden exposats al citoplasma, però igualment ancorats al reticle endoplasmàtic.
El domini III és la regió reguladora carboxi-terminal d'uns 590 aminoàcids que s'orienta cap al citosol. Aquest domini és el que interaccionarà amb la proteïna SCAP (SREBP cleavage-activating protein) que s'unirà a SREBP durant l'activació post-traduccional. El fet d'afavorir aquesta interacció fa que rebi el nom de domini regulador.

## Funció

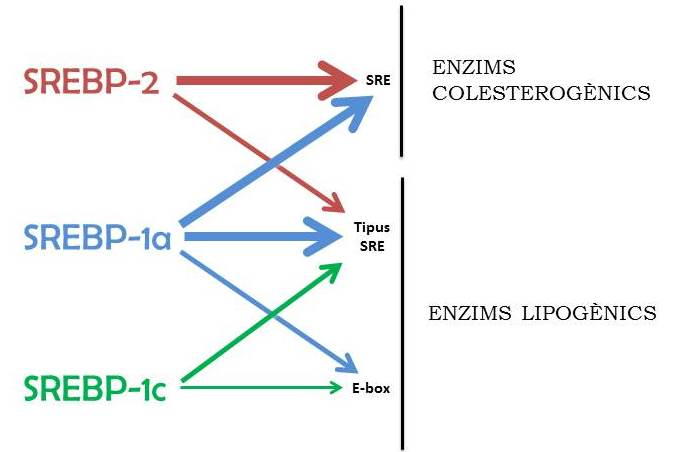
Esquema de les funcions específiques dels factors de transcripció SREBP-1a, SREBP-1c i SREBP-2 en el control homeostàtic dels lípids. S'especifiquen el tipus d'enzim que activen segons la ruta biosintètica en què participen, les seqüències reguladores de la zona promotora dels gens on s'uneixen i el grau de col·laboració que hi tenen (segons el gruix de les fletxes). [Elaboració pròpia

La família proteica SREBP, que inclou tant els isoforms SREBP-1a i SREBP-1c com SREBP-2, controla el metabolisme cel·lular lipídic mitjançant l'estimulació de l'expressió de més de 30 gens codificants d'enzims que participen en la biosíntesis o en l'absorció de colesterol, fosfolípids, triacilglicèrids i àcids grassos. En concret, SREBP-1 és un activador transcripcional requerit per a la homeostasi lipídica que regula tant la transcripció del gen receptor d'LDL com la dels àcids grassos i, en menor mesura, la via de síntesi del colesterol. S'uneix al motiu «5'-ATCACCCCAC-3'» del SRE-1 (anglès sterol regulatory element 1) i, al tenir una especificitat de seqüència dual, és també capaç d'unir-se al motiu «5'-ATCACGTGA-3'» d'un E-box (anglès enhancer box), que li facilita la transcripció de l'ADN. Diferents estudis in vivo en ratolins demostren que els isoforms SREBP-1a i SREBP-1c tenen funcions específiques en els processos de regulació de la biosíntesi lipídica. SREBP-1a està involucrat en l'activació de la via de biosíntesi del colesterol, estimulant l'expressió dels gens que la controlen, a mes d'actuar com a factor de transcripció de les rutes sintètiques dels triacilglicèrids i els àcids grassos. SREBP-1c, un cop activat per la presència d'insulina, indueix l'expressió de diversos gens involucrats en la utilització de la glucosa i la síntesi de novo d'àcids grassos.

## Activació d'SREBP-1
El factor SREBP-1 se sintetitza com una forma precursora inactiva que inicialment es troba anclada al reticle endoplasmàtic i a la membrana nuclear mitjançant les seves dues regions transmembrana que abarquen tot el gruix de la membrana i que se separen per 31 aminoàcids, situats al lumen endoplasmàtic. L'activació del factor de transcripció rau en la seva modificació per proteòlisi, la qual cosa la converteix en funcional i permet que dugui a terme la seva funció de regulació. No obstant això, el procés de proteòlisi està controlat per mecanismes que difereixen en les isoformes SREBP-1a i SREBP-1c, fet que provoca que cadascuna d'elles respongui a la presència d'un tipus de biomolècula diferent.

El domini carboxiterminal regulador (CTD) de SREBP-1, que està exposat al citosol, interactua amb una proteïna responsable de el mecanisme de proteòlisi i activació del factor de transcripció: SCAP (SREBP clevage-activating protein), un enzim de gran mida que té aproximadament 8 seccions transmembrana i es troba parcialment inclòs a la membrana del reticle endoplasmàtic. El domini hidrofíl·lic COOH-terminal de SCAP està constituït per 546 aminoàcids organitzats en quatre motius pertanyents a la família WD, els quals contenen repeticions WD40 que faciliten les interaccions entre proteïnes, i la unió d'aquest amb el domini C-Terminal de SREBP-1 conclou amb la formació del complex SREBP-SCAP, necessari per l'efectuació de la proteòlisi. Aquest complex, en el qual el precursor es troba estretament associat a la proteïna activadora del tall d'SREBP-1 (SCAP), es manté sense modificar el factor de transcripció mentre els nivells de colesterol i insulina intracel·lulars no es vegin alterats. La variació dels nivells de colesterol en el cas de SREBP-1a i d'insulina en SREBP-1c actua com a activador del procés d'alliberament de les formes madures d'ambdues isoformes. 

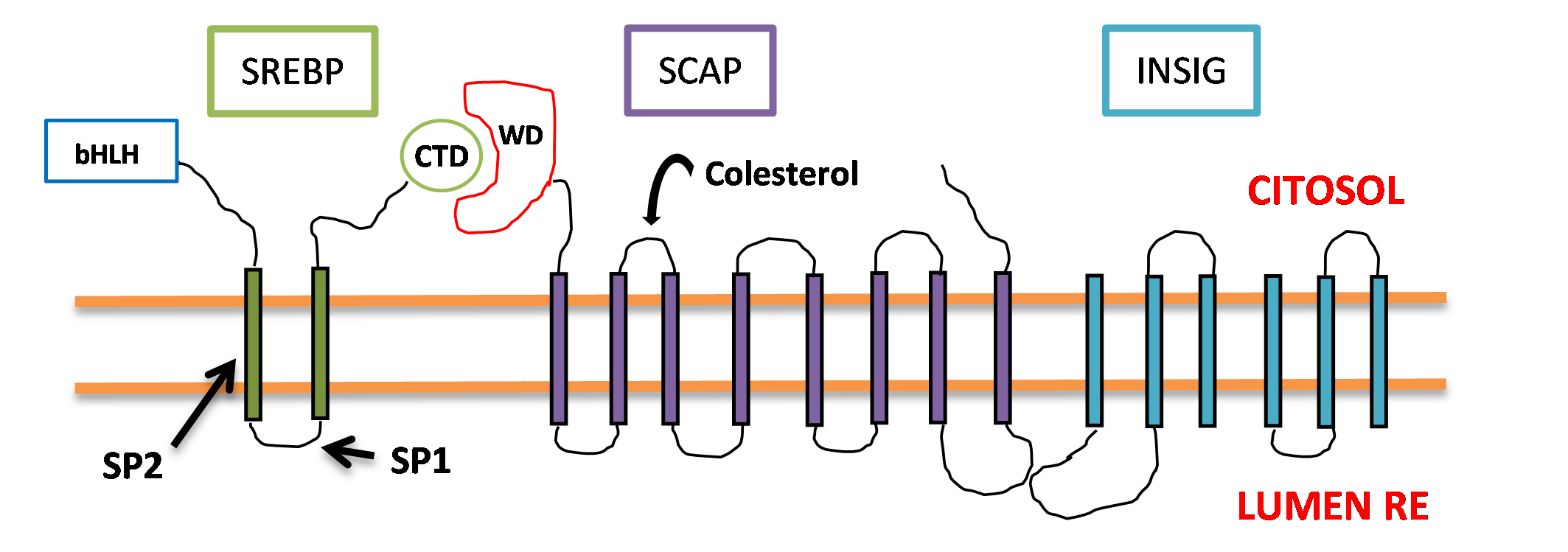
Representació esquemàtica de les interaccions entre SREBP-1, SCAP i INSIG a la membrana del reticle endoplasmàtic quan el nivell de colesterol és alt. Quan els esterols són baixos, SCAP no interactua amb Insig i el complex SREBP-SCAP emigra al Golgi, on les proteases (SP1 i SP2) efectuen la proteòlisi. CTD = domini C-terminal. bHLH = domini bàsic de l'hèlix-llaç-hèlix. WD = Domini WD40. [Elaboració pròpia

L'N-terminal d'SCAP conté un domini que detecta els esterols (SSD sterol-sensing domain) i com a conseqüència d'aquest domini, funciona com un sensor de colesterol en el complex proteic. En el cas de SREBP-1a, quan hi ha una decaiguda dels nivells habituals de colesterol o hipocolesterolèmia intracel·lular, es produeix un desanclatge del complex SREBP-1-SCAP i s'inicia el transport d'aquest al compartiment post-RE cis-Golgi, juntament amb la modificació que allibera la regio N-terminal d'SREBP-1a. El domini integrat en aquesta regió N-terminal conté un motiu que és un factor de transcripció del tipus hèlix-llaç-helix (bHLH) i sempre queda exposat en el costat citoplasmàtic del reticle endoplasmàtic. En aquesta regió es produeix l'acció de SP1 i SP2, dues proteases amb la funció d'efectuar els talls proteolítics requerits per tal que el factor de transcripció SREBP-1a es desplaci cap al nucli de forma activa, on podrà respondre a la baixada del nivell de colesterol mitjançant l'estimulació de la transcripció de determinats gens que participen en la biosíntesi lipídica. L'acció conjunta d'ambdues proteases rep el nom de RIP (regulated intramembrane proteolysis): SP1 realitza el tall proteolític entre els dos dominis transmembrana de SREBP-1a, mentre que el segon trencament és catalitzat per SP2, alliberant així el domini aminoterminal de SREBP-1a que es dirigeix al nucli per a unir-se a le seqüències d'ADN que aquest factor de transcripció reconeix.
D'altra banda, la regulació de l'activitat de SREBP-1c està controlada al reticle endoplasmàtic per la interacció de SCAP amb la proteïna regulada per la insulina, anomenada Insig (insulin induced gene) un complex proteic format per Insig-1 i Insig-2. Quan la concentració d'insulina cel·lular és estable, el complex SREBP-1-SCAP roman al reticle a causa de la interacció SCAP-Insig. Tanmateix, en situació d'alteració del nivell d'insulina, es produeix un alliberament sorgit a conseqüència del canvi conformacional de SCAP amb motiu d'una concentració no habitual d'insulina, la qual cosa fa que s'elimini la unió de SREBP-1-SCAP amb les proteïnes Insig-1 i Insig-2, dirigint-se així al cis-Golgi i seguint el mateix procés al qual se sotmet SREBP-1a. L'expressió i l'activació de SREBP-1c també pot ésser induïda pel factor de transcripció LXR al fetge (Liver X receptor), el qual es creu que actua com un sensor de colesterol i promou l'activitat de SREBP-1c per tal que se sintetitzin els àcids grassos necessaris per la formació d'esters de colesterol, la qual cosa amorteix la concentració de colesterol lliure.

## Regulació de la transcripció

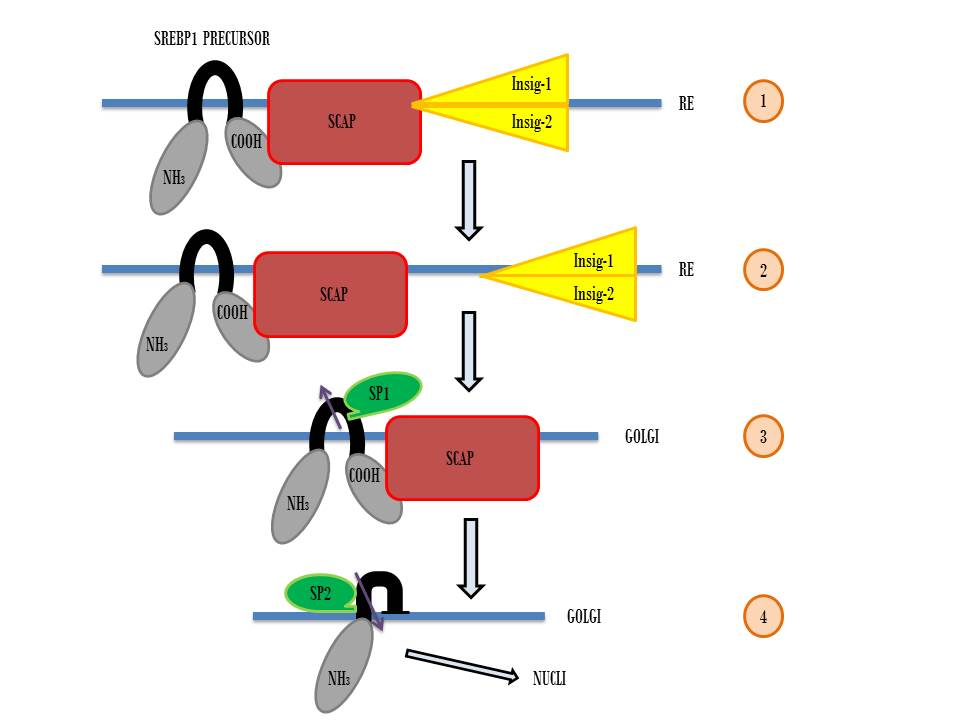
Procés d'activació de SREBP-1. (1) El complex SREBP-1-SCAP és retingut al RE pel seu enllaç amb Insig. (2) A causa de la incidència de senyals externes (colesterol, insulina), el complex SREBP-1-SCAP queda alliberat de Insig i migra cap a Golgi, on SREBP-1 pateix dos talls proteolítics a mans de SP1 (3) i SP2 (4). Això provoca que la forma activa madura de SREBP-1 sigui translocada a l'interior del nucli per enllaçar-se al promotor dels seus gens diana. [Elaboració pròpia

La translocació de la forma activa i madura de SREBP-1 a l'interior de l'embolcall nuclear permet que aquest pugui dur a terme el seu paper de factor de transcripció i unir-se a elements específics de resposta a la zona promotora dels seus gens diana. A diferència d'altres factors de transcripció de la família bHLH-LZ, aquells que contenen el motiu estructural hèlix-llaç-hèlix com (basic helix-loop-helix, bHLH), SREBP-1 en comptes de tenir un residu d'arginina al seu domini bàsic, té un residu de tirosina. Aquesta substitució d'aminoàcids permet a aquest factor de transcripció enllaçar-se tant a E-boxes (seqüència 5'-CANNTG-3', on N representa qualsevol nucleòtid), com a seqüències reguladores d'esterols o SRE (sterol regulatory element sequences), que responen a la forma 5'-TCACNCCAC-3'), la qual cosa li permet regular l'expressió gènica de més d'un tipus de gen, atès que el seu rang de zones d'unió de proteïnes on incorporar-se és més àmpli.
De la mateixa manera que en el procés d'activació de SREBP-1a i SREBP-1c existeixen algunes diferències, a l'hora d'exercir la seva funcionalitat aquestes divergències es prolonguen. El desenvolupament de ratolins transgènics que expressen SREBP-1 al fetge ha permès identificar els gens diana específics de cada isoforma de la proteïna, mitjançant la seva sobreexpressió i la quantificació de les transcripcions de determinats gens. El factor de transcripció SREBP-1a incrementa notablement l'expressió de gens relacionats amb la síntesi i l'absorció de colesterol, fet que es relaciona amb el motiu de la seva activació, la baixada del nivell de colesterol intracel·lular, i de gens relacionats amb la biosíntesis d'àcids grassos. En el primer cas, destaquen les sintases, com HMG-CoA sintasa, que té un paper rellevant en la síntesi de colesterol, o la sintasa d'esqualè (SQS), localitzada al reticle endoplasmàtic i clau en la ruta biosintètica dels isoprenoids, les reductases, com HMG-CoA reductasa, i els receptors LDL, les proteïnes que permeten l'entrada dels LDL rics en colesterol mitjançant un procés d'endocitosi mediada per clatrina i que reverteixi la manca d'aquest al medi intracel·lular, mentre que de proteïnes derivades de gens relacionats amb la ruta biosintètica dels àcids grassos destaquen l'àcid gras sintasa, l'acetil-CoA carboxilasa o l'esteril-CoA desnaturasa-1 (SCD-1).
| Absorció i síntesi de colesterol (1) | Absorció i síntesi de colesterol (2) | Metabolisme dels esterols | Síntesi d'àcids grassos, triacliglicèrids i fosfolípids | D'altres                          |
| ------------------------------------ | ------------------------------------ | ------------------------- | ------------------------------------------------------- | --------------------------------- |
| Acetoacetil-CoA sintasa              | Pirofosfomevalonat descarboxilasa    | Insig-1                   | Acetil-CoA carboxilasa-1                                | Adolasa C                         |
| Acetil-CoA sintasa                   | Fosfomevalonat quinasa               | Narc-1                    | Citocrom b5                                             | Mac30                             |
| ATP citrat liasa                     | Lanosterol sintasa                   | StarD4                    | Àcid gras sintasa                                       | Adilasa reductasa de cadena curta |
| 7-Dehidrocolesterol reductasa        | Esqualè epoxidasa                    |                           | Àcid gras de cadena llarga elongasa                     | Piruvat deshidrogenasa quinasa    |
| Difosfat de farnesil sintetasa       | Esqualè sintasa                      |                           | Malat deshidrogenasa                                    |                                   |
| HMG-CoA sintasa                      | Esterol-C4-metiloxidasa              |                           |                                                         |                                   |
| HMG-CoA reductasa                    | Esterol-C5-desaturasa                |                           |                                                         |                                   |
| 17-β-Hidroxiesteroid deshidrogenasa  | Esterol-C14-reductasa                |                           |                                                         |                                   |
| Isopentil difosfat ismoerasa         | Receptor LDL                         |                           |                                                         |                                   |
| Lanosterol 14α-desmetilasa           | Gilcerol-3-fosfat aciltransferasa    |                           |                                                         |                                   |

El factor de transcripció SREBP-1c és el responsable d'una inducció selectiva dels gens lipogènics juntament amb un altre factor de transcripció anomenat ChREBP, sense tenir cap mena d'efecte sobre els gens participants en la síntesi de colesterol. Tanmateix, aquesta inducció de la transcripció i l'expressió dels gens lipogènics és moderada en comparació al paper que SREBP-1a hi té a la mateixa, tot i que ambdós comparteixen diversos gens diana (en especial, l'esteril-CoA desnaturasa-1, el receptor LDL i la proteïna d'unió a àcids grassos aP2). En diversos estudis en els quals hi participen ratolins amb diabetis induïda, la sobreexpressió de SREBP-1c al fetgederiva en un augment considerable de l'expressió dels enzims lipogènics i del contingut hepàtic de triacilglicèrids, a més d'una disminució de la hiperglucèmia del ratolí, la qual cosa és un indicador del paper d'aquest factor en la regulació i demostra l'altre important focus de regulació de SREBP-1a: la glucocinasa. Aquesta és necessària per la utilització de glucosa al fetge i per la regulació del metabolisme dels glúcids, imitant en alguns casos el paper de la insulina, la qual és la responsable de manera indirecta de la seva transcripció, mediada mitjançant SREBP-1c.

## Patologies relacionades amb SREBP-1
En ser SREBP-1 un factor de transcripció sensible als lípids, el seu rol està sent estudiat en diverses patologies relacionades amb aquests processos.
Un exemple es troba en la DAN (anglès diabetic autonomic neuropathy), una complicació important de la diabetis mellitus. Aquesta es caracteritza, en part, per la disminució de la capacitat de resposta parasimpàtica cardíaca. L'estimulació parasimpàtica del cor implica l'activació de canals de K+, mitjançant el que es coneix com a gated transport, que es duu a terme gràcies a l'acetilcolina (IKAch), via el canal (GIRK1)₂/(GIRK4)₂ K+. Després d'estudiar el comportament de la SREBP-1 en aquests processos en ratolins, s'ha arribat a la conclusió que només existeix un únic mecanisme molecular per a la regulació d'insulina de l'expressió del GIRK1 i de la resposta parasimpàtica a través de SREBP-1, que podria tenir un paper en la patogènesi del DAN en resposta a la deficiència d'insulina en el cor diabètic.
La SREBP-1 té un paper important en la regulació de la lipogènesi de novo. Diversos estudis indiquen que està implicada en la tumorigènesi i és per això que s'ha pensat que podria estar relacionada amb el càncer de pàncrees. Se li ha explorat l'expressió característica i funció en pacients diagnosticats amb aquesta patologia i s'ha vist que el nivell de SREBP-1 era significativament major en el càncer de pàncrees que en els teixits normals adjacents. Un estudi detallat va revelar que SREBP-1 era un factor independent que afectava la supervivència global, és a dir, una alta expressió de SREBP-1 conduïa a un pitjor pronòstic. La inhibició de SREBP-1 va portar a les cèl·lules del pàncrees a l'apoptosi, fet que va demostrar que la resta de gens lipogènics (acetil-CoA carboxilasa, sintasa d'àcids grassos, estearoïl-CoA desaturasa-1) i la lipogènesi de novo, es veien supeditats al funcionament de SREBP-1. A més, la inhibició de SREBP-1 va comportar una supressió del metabolisme de lípids que es va traduir en una aturada en el creixement del tumor. És per això la SREBP-1 sembla un nou marcador pel pronòstic del càncer de pàncrees.